# GOCE
GOCE - Gravity Field and Steady-State Ocean Circulation Explorer je projekt Evropské kosmické agentury ESA a jméno planetární sondy, která měla za úkol velmi přesně zmapovat gravitační pole Země.

## Úkoly mise

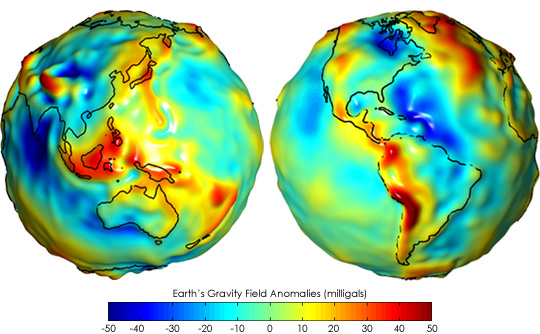
Mapa rozložení gravitačního pole Země pořízená sondami v projektu GRACE

Znalost gravitačního pole Země je velmi důležitá, gravitace ovlivňuje např. vulkanickou činnost. Naše planeta není přesnou koulí a není ani svou hmotou homogenní. Liší se tak i gravitační zrychlení od 9,78 do 9,83 metrů za sekundu. Proto bylo rozhodnuto vědci o potřebě perfektního zmapování gravitace naší planety. Na projektu ESA se podílelo i Česko prostřednictvím Astronomického ústavu AV ČR v Ondřejově. Ústav se podílí na zpracování dat a spoluurčování dráhy sondy.

## Konstrukce sondy
Tvarem konstrukce sondy připomíná ulomený hrot šípu. Je dlouhá 5,3 metrů, plocha sondy ve směru pohybu byla zredukována na 1,1 čtverečního metru, aby se eliminoval odpor zbytkových částí atmosféry. Hmotnost byla 1052 kg. Byla vybavena stabilizačními ploškami a iontovým motorem, jež byl poháněn elektrickou energií ze solárních panelů o výkonu 1,3 kW. Motor byl vyroben ve Velké Británii a jeho „palivem“ byl xenon. Částice xenonu byly motorem vystřelovány rychlostí až 40 000 m/s, zásoba xenonu byla 40 kilogramů.
Na výrobě sondy pro ESA se podílelo 45 evropských firem.

## Průběh mise
Sondu na nízkou oběžnou dráhu ve výšce 280 km nad povrchem Země měla dopravit ruská raketa Rokot již v září 2008, start byl však odsouván. Start úspěšně proběhl 17. března 2009 ve 14:21 UT z ruského kosmodromu Pleseck.
Oběžná dráha se měla snížit během několika týdnů na 250 km. Mise je sledována z Evropského kosmického operačního centra v Darmstadtu.